# Alcidion ludicrum
Alcidion ludicrum är en skalbaggsart som först beskrevs av Ernst Friedrich Germar 1824.  Alcidion ludicrum ingår i släktet Alcidion och familjen långhorningar.
Artens utbredningsområde är Paraguay. Inga underarter finns listade i Catalogue of Life.